# Ñoquis del 29

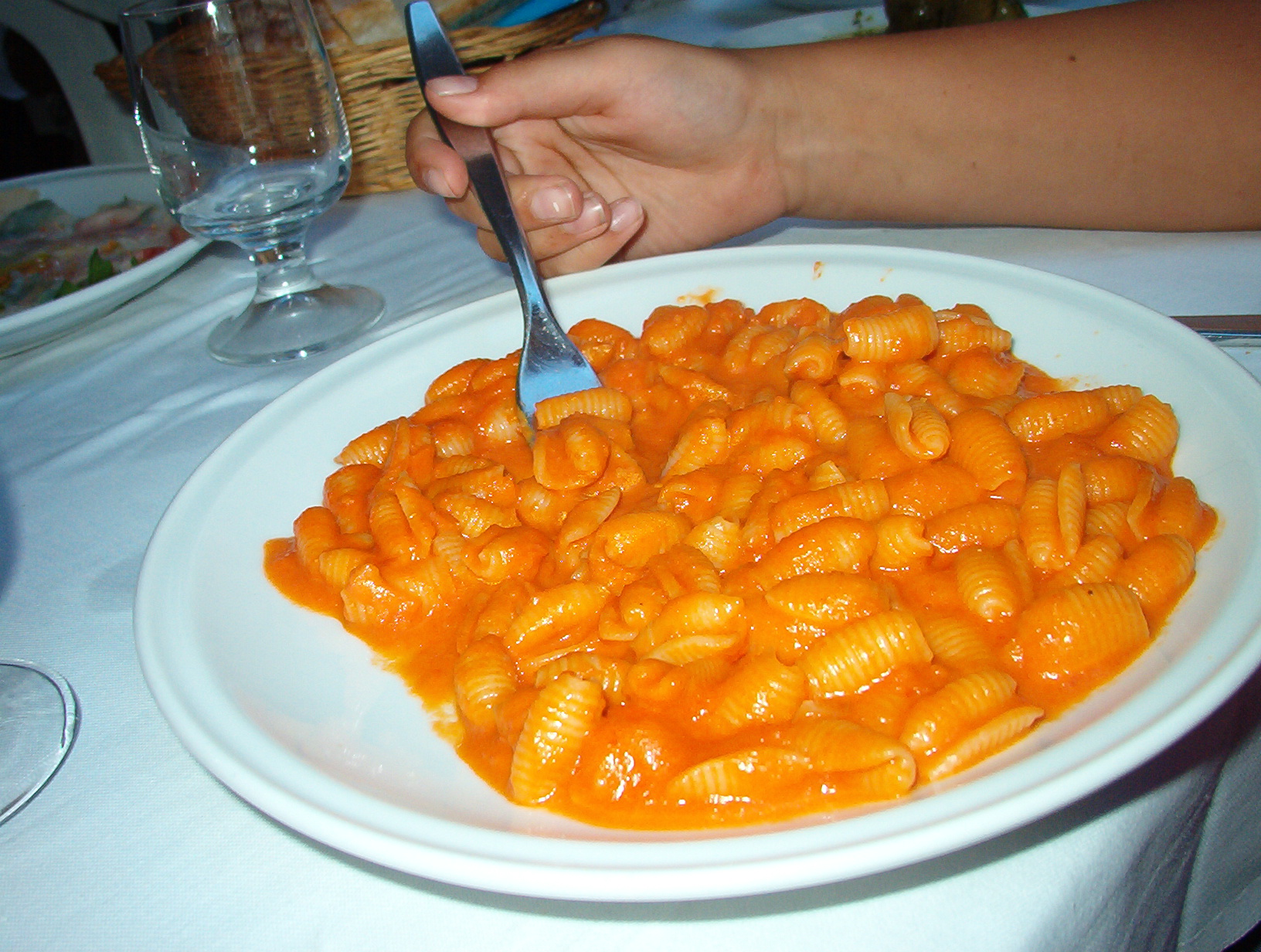
Ñoquis con salsa de tomate.

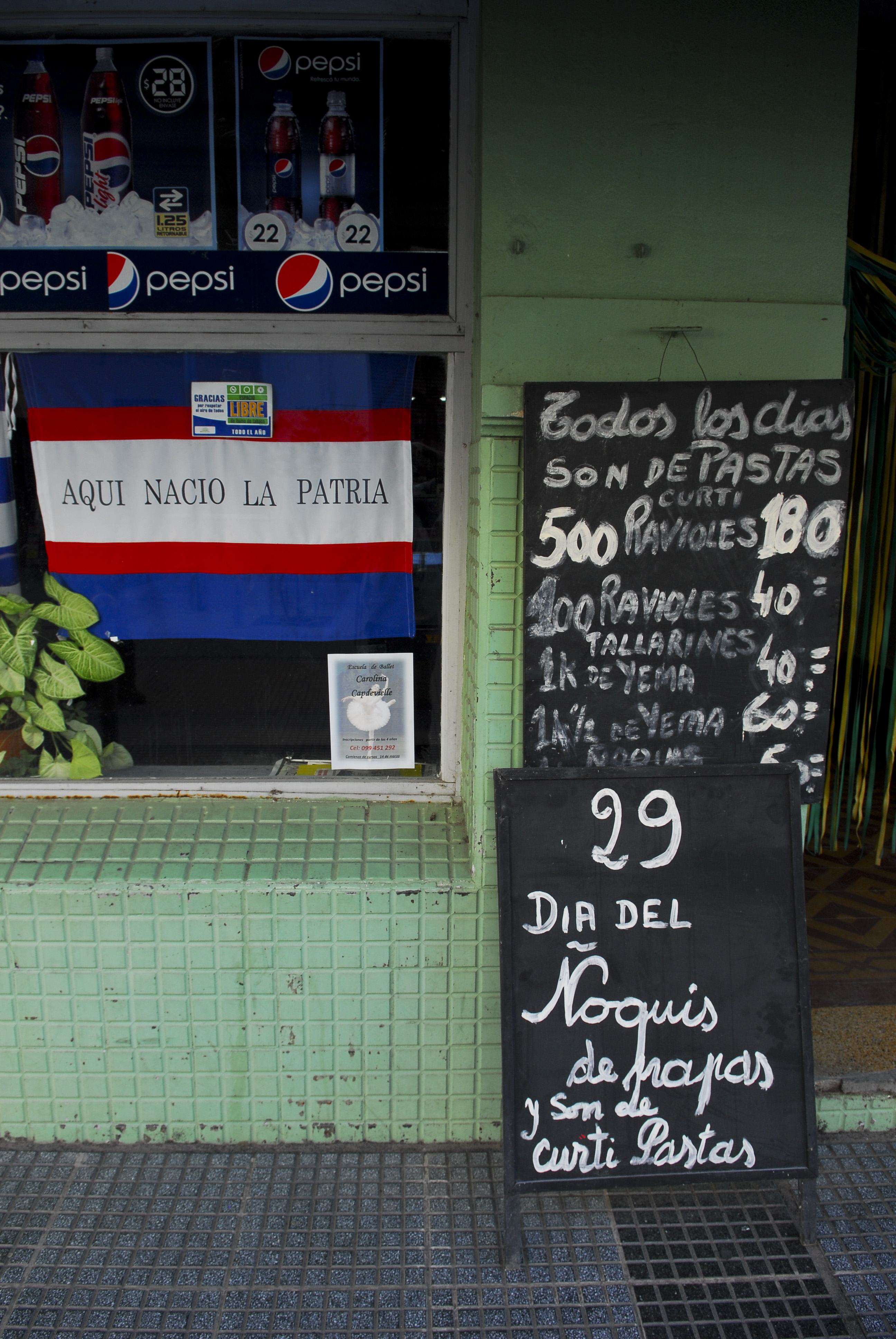
Ñoquis del 29 en Soriano, Uruguay.

Los ñoquis del 29 es la costumbre de comer los ñoquis el día 29 de cada mes, costumbre muy difundida en el Cono Sur, especialmente en Argentina, Brasil, Paraguay y Uruguay.  siendo países destino de una gran inmigración italiana a finales del siglo XIX y principios del siglo XX.
El ritual que lo acompaña de poner dinero bajo el plato simboliza el deseo de nuevas dádivas. Es costumbre dejar un billete o moneda debajo del plato para poder atraer de esta forma suerte y prosperidad al comensal.
Es a raíz de esta costumbre de comer ñoquis el día 29 del mes que en los lunfardos argentino y uruguayo, por desplazamiento semántico, se le dice ñoqui a la persona que posee un puesto por un trabajo que no realiza pero que se presenta a fin de mes a cobrar su sueldo.

## Origen de la tradición
La tradición de servir ñoquis los días 29 de cada mes tiene al menos 2 versiones difundidas, aunque también existen otras versiones.

### Origen italiano
El origen italiano del "Gnocchi" nace de una leyenda basada en la historia de San Pantaleón, un joven médico de Nicomedia que, tras convertirse al cristianismo, peregrinó por el norte de Italia. Allí practicó milagrosas curaciones, por las que fue canonizado
Según cuenta la leyenda, en cierta ocasión en que pidió pan a unos campesinos vénetos, estos lo invitaron a compartir su pobre mesa, convidando los pocos ñoquis que les quedaban. Agradecido, les anunció un año de pesca y cosechas excelentes. Luego de irse, sorpresivamente, la familia campesina encontró monedas debajo del plato.
Aquel episodio habría ocurrido un 29 de julio; por tal razón se recuerda ese día con una comida sencilla representada por los ñoquis.

### Otra explicación
Otra versión mucho más extendida de la historia de por qué se consumen ñoquis de forma tradicional el día 29 hace referencia a que esa fecha, al ser uno de los últimos días del mes, las personas de pocos recursos (las que cobran a principios de mes su sueldo) no tenían dinero más que para comer lo que estuviera hecho de las materias primas más baratas. Asociado a esta explicación se dice que cuando los inmigrantes italianos con más años de establecidos o mejores condiciones económicas convidaban a almorzar a compatriotas pobres o recién llegados, junto con el plato de ñoquis les deslizaban disimuladamente una o dos monedas bajo el plato para ayudarlos en los últimos días del mes.